# Cabo Turakirae

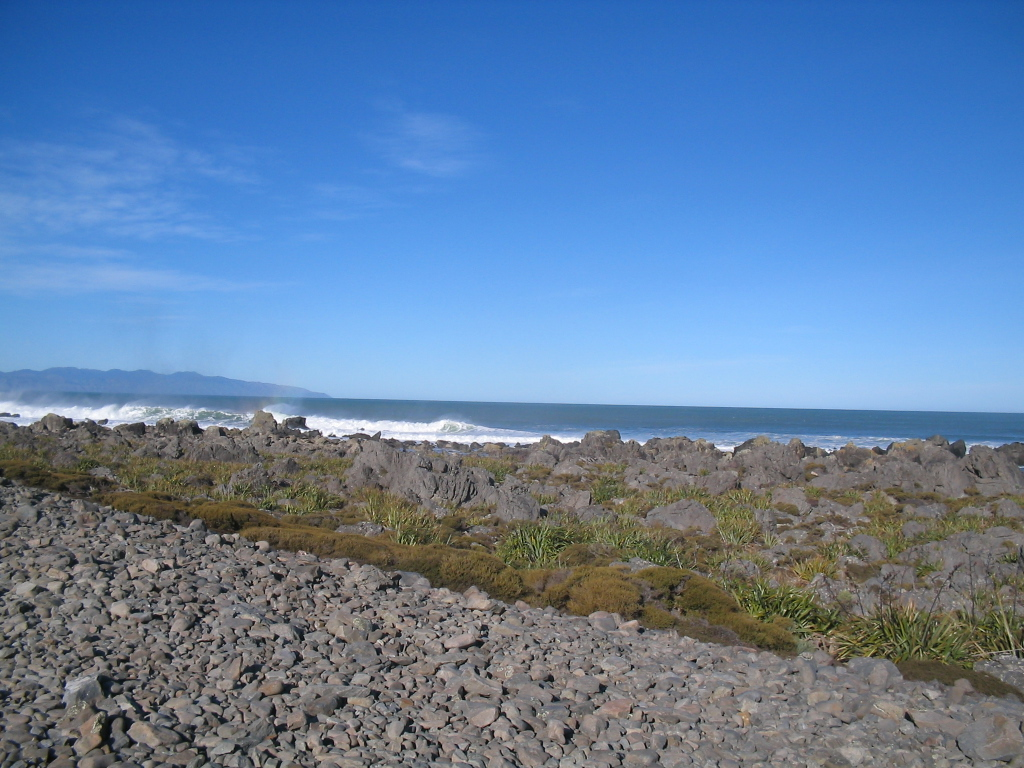

Cabo Turakirae (em inglês: Turakirae Head) é um promontório na costa sul da Ilha Norte da Nova Zelândia. Ele está localizado no extremo oeste da baía Palliser, a 20 km ao sudeste de Wellington, no extremo sul dos Montes Rimutaka. É um excelente exemplo de levantamento tectônico na região de Wellington. Há uma série de planaltos erguidos que mostram onde a praia existia antes de um evento sísmico. Turakirae Head também é o lar de uma colônia de focas.